# Chalín Cámara
Carlos Renán Cámara Zavala (Chalín) (1905 - 1992), fue un trovador y compositor mexicano nacido en Mérida, Yucatán, México y fallecido en la Ciudad de México. Hijo de don Gonzalo Cámara Zavala. Guitarrista, compositor y cantante con tesitura de barítono, fue la segunda voz de Guty Cárdenas a quien acompañó en muchas de sus grabaciones. Había conocido al famoso cantautor yucateco desde sus años mozos, en la Escuela Modelo, donde ambos estudiaron.

## Vida artística
Aprendió el instrumento que dominaba ejemplarmente con Ricardo Palmerín, quien también dio clases de guitarra a sus hermanos Nidia y Fausto. Con este último formó un dueto de reconocida calidad artística que perduró todo la vida de los hermanos quienes hasta sus ochenta años de edad continuaron haciendo representaciones y veladas musicales en la Ciudad de México y en Mérida, Yucatán, México.
Participó en la Sociedad Cultural Consuelo Zavala representando obras de teatro, zarzuelas y comedias en el Teatro Peón Contreras. 
En 1928 se reunió con Guty Cárdenas en Nueva York para grabar discos para la marca Columbia que alcanzaron gran popularidad en los países de Hispanoamérica. Siguió después trabajando con Guty, particularmente en la radiodifusora XEW,hasta que sobrevino el asesinato de éste en 1932.
Integró varios duetos que se hicieron famosos después del que sostuvo con Guty Cárdenas: con el tenor yucateco, Ermilo Castilla, con Wello Rivas y en 1958 con el trovador juchiteco, Saúl Martínez (enlace roto disponible en Internet Archive; véase el historial, la primera versión y la última)., otro gran intérprete de las canciones de Guty Cárdenas.
Formó también un conjunto de música tropical que llamó La Cumbancha y participó en el cuarteto Flores-Mejía, dirigidos por otro grande de la música popular mexicana: Manuel Esperón.

## Poemas y canciones
Entre sus canciones más conocidas figuran: Por ser bonita, Tú y la luna, Una lágrima en tus ojos, Rosa solitaria, Claro de luna, Silencio y No me olvides.
Tres libros contienen su obra poética:
- Arpegios. Poemas y canciones. Libro editado por la Universidad Autónoma de Yucatán.
- Perfiles del Mayab, poemas.
- Recuerdo, aforismo y fantasía. Poemas